# Келсі-Лі Барбер
Келсі-Лі Барбер (до шлюбу Робертс) (англ. Kelsey-Lee Barber) (нар. 21 вересня 1991) — австралійська легкоатлетка, яка спеціалізується в метанні списа, бронзова призерка Олімпійських ігор 2020 року, чемпіонка світу та Океанії.
Брала участь в Олімпійських іграх-2016, але не потрапила до фінальної частини змагань.
У сезоні-2019 спортсменка стала чемпіонкою Океанії, а наприкінці сезону виборола «золото» світової першості в Досі.

## Кар'єра
| Рік                   | Змагання              | Місце проведення         | Місце                 | Дисципліна            | Результат             | Примітки              |
| Представник Австралія | Представник Австралія | Представник Австралія    | Представник Австралія | Представник Австралія | Представник Австралія | Представник Австралія |
| --------------------- | --------------------- | ------------------------ | --------------------- | --------------------- | --------------------- | --------------------- |
| 2014                  | Ігри Співдружності    | Глазго, Велика Британія  | 3                     | метання списа         | 62.95 м               |                       |
| 2015                  | Чемпіонат світу       | Пекін, Китай             | 20 (кв.)              | метання списа         | 60.18 м               |                       |
| 2016                  | Олімпійські ігри      | Ріо-де-Жанейро, Бразилія | 28 (кв.)              | метання списа         | 55.25 м               |                       |
| 2017                  | Чемпіонат світу       | Лондон, Велика Британія  | 10                    | метання списа         | 60.76 м               |                       |
| 2018                  | Ігри Співдружності    | Голд-Кост, Австралія     | 2                     | метання списа         | 63.89 м               |                       |
| 2019                  | Чемпіонат світу       | Доха, Катар              | 1                     | метання списа         | 66.56 м               |                       |
| 2021                  | Олімпійські ігри      | Токіо, Японія            | 3                     | метання списа         | 64.56 м               | SB                    |
| 2022                  | Чемпіонат світу       | Юджин, США               | 1                     | метання списа         | 66.91 м               | WL                    |